# Фервју (округ Дачес, Њујорк)
Фервју (енгл. Fairview, Dutchess County) насељено је место без административног статуса у америчкој савезној држави Њујорк.

## Демографија
По попису из 2010. године број становника је 5.515, што је 94 (1,7%) становника више него 2000. године.
| Група             | 2000.         | 2010.         |
| Белци             | 4.271 (78,8%) | 4.030 (73,1%) |
| Афроамериканци    | 616 (11,4%)   | 704 (12,8%)   |
| Азијати           | 121 (2,2%)    | 188 (3,4%)    |
| Хиспаноамериканци | 280 (5,2%)    | 476 (8,6%)    |
| Укупно            | 5.421         | 5.515         |